# James Manning Tyler

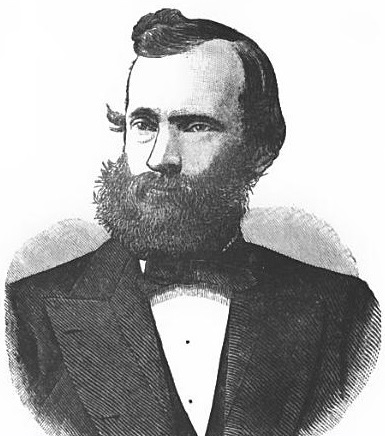
James Manning Tyler

James Manning Tyler (* 27. April 1835 in Wilmington, Windham County, Vermont; † 13. Oktober 1926 in Brattleboro, Vermont) war ein US-amerikanischer Jurist und Politiker. Zwischen 1879 und 1883 vertrat er den zweiten Wahlbezirk des Bundesstaates Vermont im US-Repräsentantenhaus.

## Werdegang
James Tyler besuchte die Brattleboro Academy und studierte anschließend an der Law University of Albany in Albany (New York) Jura. Nach seiner im September 1860 erfolgten Zulassung als Rechtsanwalt begann er in Wilmington in seinem neuen Beruf zu praktizieren. Tyler war Mitglied der Republikanischen Partei. In den Jahren 1863 und 1864 war er Abgeordneter im Repräsentantenhaus von Vermont und von 1866 bis 1867 war er als Staatsanwalt tätig. Von 1875 bis zu seinem Tod im Jahr 1926 war Tyler Kurator der staatlichen Nervenheilanstalt von Vermont.
Bei den Kongresswahlen des Jahres 1878 wurde er im zweiten Distrikt von Vermont in das US-Repräsentantenhaus in Washington gewählt, wo er am 4. März 1879 die Nachfolge von Dudley Chase Denison antrat. Nach einer Wiederwahl im Jahr 1880 konnte er bis zum 3. März 1883 zwei Legislaturperioden im Kongress absolvieren. Im Jahr 1882 verzichtete er auf eine weitere Kandidatur. Nach seiner Zeit im Kongress arbeitete Tyler wieder als Anwalt. Von 1887 bis 1908 war er Richter am Vermont Supreme Court. Von 1917 bis 1923 war er Präsident der Vermont National Bank und von 1923 bis 1924 leitete er die Vermont People’s National Bank. James Tyler starb im Oktober 1926 im Alter von 91 Jahren.